# Alina Sokhna M’Baye
Alina Sokhna M’Baye (* 8. August 1995 in Berlin) ist eine deutsch-senegalesische Schauspielerin in Film, Fernsehen, und Theater, Synchronsprecherin und Model.

## Leben und Karriere
Alina Sokhna M’Baye wuchs in Berlin auf, besuchte ab 2008 das Askanisches Gymnasium Berlin und erhielt 2014 ihr Abitur. Ihre ersten Theatererfahrungen machte sie im jungen Ensemble des Berliner Friedrichstadtpalasts, zu dem sie von 2003 bis 2012 gehörte. Während ihrer Ausbildung an der Universität der Künste Berlin sammelte sie zwischen 2019 und 2021 außerdem erste Dreherfahrungen bei ZDF Funk mit Aurel Mertz in (Aurel Original) und dem Browser Ballett.
2021 stand sie dann mit Dreams in Blk Major beim Stückemarkt der Berliner Festspiele auf der Bühne und gewann mit ihrem Ensemble die Stückemarkt Commission of Work. Im November 2021 drehte Alina ebenfalls für die ZDF-Produktion Jenseits der Spree.
2022 drehte sie den Pro-Choice Werbespot A forgotten Emergency für Ärzte ohne Grenzen, der mit einem Berlin Commercial Award
ausgezeichnet wurde, außerdem war sie in der Grimme-Preis nominierten Miniserie Himmel & Erde bei ZDF Neo zu sehen.
Am Theater Freiburg und am Theater Bern stand sie von Juli 2022 bis Juli 2023 mit dem Stück Identitti von Jessica Glause auf der Bühne. Word on Wirecard wird Alina’s Debüt an den Münchner Kammerspiele.
2024 schloss sie das Schauspielstudium an der Universität der Künste Berlin ab und war in der ARD-Fernsehreihe Die Bestatterin – Tote leben länger in der Rolle der Alessia Vogler zu sehen.

## Filmografie (Auswahl)
- 2019–2021: Aurel Original (Fernsehserie, 4 Folgen)
- 2021: Medusa (Kurzfilm)[9]
- 2021: Browser Ballett
- 2022: Himmel & Erde - Небо та Земля (Miniserie, 1 Folge)
- 2022: Olja und Petja (Kurzfilm)[10]
- 2022: Jenseits der Spree (Fernsehserie, 1 Folge)
- 2025: Die Bestatterin – Tote leben länger

## Synchronisationen (Auswahl)
- 2024: für Shernet Swearine in Get Millie Black, als Janet Fenton
- 2024: für Annabelle Lengronne in Black Lies (Une amie dévouée), als Emilie
- 2024: für Bryony Corrigan in My Lady Jane, als Esther[11]

## Auszeichnungen (Auswahl)
- 2021: Stipendiatin der Studienstiftung des deutschen Volkes (Schauspiel)
- 2021: Stückemarkt Commission of Work für Dreams in BLK Major
- 2022: Berlin Commercial Award für A Forgotten Emergency